# ぶっちゃけ嬢〜26時のシンデレラ〜
『ぶっちゃけ嬢〜26時のシンデレラ〜』は、2015年1月8日（7日深夜）から同年3月26日（25日深夜）までテレビ東京で放送されていたアンビエント製作のトークバラエティ番組である。あやまんJAPANの提供。全11回。放送時間は毎週木曜 2:05 - 2:35 （水曜深夜、日本標準時）。

## 概要
出演者たちが各々の女子力を磨くため、自分たちがふだん疑問に思っていること、自分たちが知っている話を包み隠さずにトークする模様を放送していた。

## 出演者

### MC
- いとうあさこ
- 入江慎也（カラテカ）

### レギュラー
- 菅沼エリカ
- ゆな
- 桜咲乃愛
- 大海エリカ
- 神咲れん
- めんそ〜れ愛菜
- 林すみれ
- 押田瑞穂
- MAMA
- 橋本真帆
- あやまん監督

### マンスリーゲスト（ピンクシート）
- 古川いおり（2月）
- 白石茉莉奈（2月・3月）
- 美波ねい（2月）
- 松岡ちな（3月）
- 瑠川リナ（3月）

## スタッフ
- エンディングテーマ：Y商事A子 ♪かじっちゃうぞ
- 構成：かまだじゅんや、ビル坂恵
- 美術プロデューサー：松沢由之
- デザイン：今長和宏
- 美術進行：三上貴子
- 電飾：平野寛
- メイク：吉田みわ
- アクリル装飾：日野邦彦
- 生花装飾：藤原佐知子
- CG：樺葉大介
- TD・CAM：高梨正和
- MIX：佐藤友昭
- LD：白石弘志
- 編集：渡辺周一
- MA：斎藤冬彦
- 音効効果：佐藤充
- TK：常藤直子
- ナレーター：泰菜
- プロモーション：青山譲、原田千亜紀
- 美術協力：フジアール
- 技術協力：ファーストショット
- 営業協力：株式会社全力エージェンシー
- 撮影協力：ESPRIT
- デスク：大久保朱夏
- AD：杉本夏海
- ディレクター：吉川琢磨、後藤良周
- 演出：真田秀幸
- プロデューサー：中村喜伸、高原友生、鈴木宗宏
- 制作協力：ティスエンタテイメント
- 制作：アンビエント